# Леиньш, Паулис Янович
Паулис Леиньш (латыш. Paulis Lejiņš; 14 (26) февраля 1883, усадьба Римейка, Вольмарский уезд, Лифляндская губерния — 27 марта 1959, Рига) — специалист в области зоотехники, животноводства и агрономии. Академик АН Латвийской ССР (1946).

## Биография
В 1907 году окончил Рижский политехнический институт (сельскохозяйственное отделение). Был членом студенческой корпорации «Selonija».
Участвовал в создании Высшей школы Латвии (в 1923 году переименованной в Латвийский университет); был одним из организаторов сельскохозяйственного факультета университета; в 1919—1932 годах — доцент кафедры животноводства университета, затем декан сельскохозяйственного факультета и проректор университета. Возглавлял Институт зоотехники и зоогигиены АН Латвийской ССР. Депутат Верховного Совета СССР 2—3-го созывов  (1950-1958).
Член-корреспондент Академии наук СССР по Отделению биологических наук (животноводство) с 4 декабря 1946 года.
С организацией АН Латвийской ССР в 1946 году был избран действительным членом Академии (первый состав). Первый президент (1946—1951) Академии наук Латвийской ССР. Один из лучших специалистов Латвийской ССР в области животноводства. Министр образования в 1940 году. Профессор СХА. Первый председатель Латвийского общества агрономов.
Был удостоен почётного звания «Заслуженный деятель науки Латвийской ССР». В честь Леиньша названа улица города Риги и Елгавы. В Латвийской академии наук вручается награда имени П. Леиньша.

## Награды
- орден Трех звёзд (Латвия)
- орден Ленина (СССР)
- 3 ордена Трудового Красного Знамени (СССР)

## Источник
- Рига: Энциклопедия = Enciklopēdija «Rīga» / Гл. ред. П. П. Еран. — 1-е изд.. — Рига: Главная редакция энциклопедий, 1989. — С. 415-416. — 880 с. — 60 000 экз. — ISBN 5-89960-002-0.
- Горбачев А.Н. Список некрологов за 1930-2015 годы. М., Infogans, 2016